# Huaura (distrito)
O Distrito peruano de Huaura é um dos 12 distritos que formam a Província de Huaura, situada no Departamento de Lima, pertencente a Região Lima, na zona central do Peru.

## Transporte
O distrito de Huaura é servido pela seguinte rodovia:
- PE-1N, que liga o distrito de Aguas Verdes (Região de Tumbes) - Ponte Huaquillas/Aguas Verdes (Fronteira Equador-Peru) - e a rodovia equatoriana E50 - à cidade de Lima (Província de Lima)
- PE-1NE, que liga o distrito à cidade de Sayán
- LM-103, que liga a cidade ao distrito de Santa Maria
- LM-102, que liga a cidade de Supe ao distrito de Manas[1][2][3]